# Gynoplistia cyanea
Gynoplistia cyanea là một loài ruồi trong họ Limoniidae. Chúng phân bố ở miền Australasia.